# Tatomirești, Dolj
Tatomirești este un sat în comuna Brădești din județul Dolj, Oltenia, România.
Tatomirești (cod postal: 207111) este astăzi o localitate de pe malul stâng al Jiului, de la europeana autostradă și de la calea ferată electrificată, dublă, Craiova – Filiași, localitate / sat care, până dincoace de cel de-al II-lea război mondial, are statutul de comună și, sub administrația comunistă, pe cel de sat; în vremea administrației dejiste, satul Tatomirești a aparținut comunei Răcari, raionul Filiași; iar în vremea administrației ceaușiste – ca și după Revoluția Română Anticomunistă din Decembrie 1989 –, satul Tatomirești, însumându-se cu localitățile / satele Răcarii de Jos, Piscani, Meteu, Brădeștii Bătrâni, Brădeștii din Față, Pârligeni și Valea Rea, formează comuna Brădești, din județul Dolj, regiunea / provincia Oltenia, din România. 
Satul Tatomirești de azi – alcătuit din trei părți: Tatomireștii de Jos (sau "Tatomireștii din Vale“, partea de pe "buza platoului / dealului", de la autostradă și de la calea ferată, dintre Pârâul Văii Rele și Pârâul Bongioaicăi, în ultimele două decenii, cu extindere urbanizatoare rapidă dincolo de măgura Țâțova, între Moara Mare și Castrul Romanilor / Gara CFR Răcari), Tatomireștii din Deal (partea de la nord de măgura Țâțova, de pe platoul dintre Pârâul Bongioaicăi și Pârâul Păunii Pachii) și Tatomireștii Mari (sau "Tatomireștii de Sus", partea platoului dintre Pârâul Păunii Pachii și Pârâul Răcărel) – are – aproximativ – o suprafață de 31 de kilometri-pătrați și o populație de 2500 de locuitori (toți fiind români / valahi și, de religie, creștin-ortodocși), învecinându-se – la est – cu satul Valea Rea, la nord – cu satele Meteu și Piscani –, la vest – cu satul Răcarii de Jos și, la sud, peste Jiu, cu satele Sfircea și Scăiești.
Subsolul Tatomireștilor (platoul estic) are încă bogate zăcăminte de țiței. Prima sondă de foraj – care și-a făcut apariția în marginea de vest a Tatomireștilor de Jos, dominând peisajul între anii 1956 și 1960 – a descoperit, la peste 3600 de metri adâncime, o extremitate a bogatului bazin de țiței de la Tatomirești – Brădești – Coțofeni. Partea nordică a Platoului Tatomireștean – cea dinspre Meteu – are și câteva notabile depozite de marmură. Argilele – galbenă și vânătă – sunt bune pentru cărămidă / teracotă. 
Solul – atât cel dinspre pădurea de foioase de pe culmea din nordul satului, cât și cel dintre zăvoaiele din câmpia / lunca Jiului – a permis – și mai poate îngădui – bogate / diversificate ramuri agro-zootehnice (preponderente fiind: cultivarea grâului, porumbului, florii soarelui, soiei etc., pomicultura, viticultura, albinăritul, creșterea bovinelor, porcinelor, ovinelor etc.). Îndiguirea și, puțin mai târziu, mutarea albiei Jiului mai încolo cu un kilometru, între anii 1953 – 1956 / 1966 – 1968, spre a nu mai fi amenințat terasamentul căii ferate cu surparea, au sporit pitorescul tatomireștean cu flora și fauna unor mirabile bălți, păpurișuri, zăvoaie, cu bogăție piscicolă, de la crapi, mrene, la somni, știuci etc., cu scoici, rațe / gâște sălbatice etc., ori cu gușteri și șerpi, cu mistreți și lupi, cu căprioare, iepuri, fazani etc. 
Pentru "inconfundabilul" univers tatomireștean, a ni se îngădui să cităm din cartea «Perimetru sentimental» de Nicolae Pop, dintr-un revelator interviu acordat (în anul 1977) de poetul / prozatorul ce s-a născut și a copilărit în această localitate, Ion Pachia-Tatomirescu (de altfel, autor și al unor interesante povestiri cu tatomireștene „acțiuni“ – cf. TPov): «Și pământul nașterii mele are un nume frumos: Tatomirești, matcă-mumă, poartă prin care mi s-a relevat inconfundabilul Univers, alcătuind analogii, simetriade, concentricități; el este centrul cercului în care gravitează Cosmosul – și satul nașterii și al copilăriei mele, împrejurimile tatomireștene se constituie în germeni de variabile ale lumii, atât în ceea ce privește cadrul geografic (interferență de dealuri subcarpatice cu câmpia, pitoresc abundent, cu munții – străjeri de zare la nord, cu marea deschidere în câmpie a văii Jiului, spre sud, de-o parte; cu păduri de foioase coborând, cu zăvoaie urcând, până-n marginea satului, pe de altă parte), cât și în ceea ce privește orizontul spiritual bipolar, generator al unei bogate „culturi minore“, cum ar zice Blaga, cu oameni echilibrați, coborâtori parcă din mit...» (PPerS, p. 294).
În Marele dicționar geografic al României — «alcătuit și prelucrat după dicționarele parțiale pe județe», editat de Societatea Geografică Română, ni se certifică faptul că Tatomirești, în urmă cu mai bine de un secol, avea statutul de comună a județului Dolj, «plasa Jiul de Sus» (cf. MDGR, I, p. XXIX), «la 27 km de Craiova și la 9 km de reședința plășei, Filiași»(MDGR, V, p. 548 sq.). Comuna Tatomirești, după cum se precizează în prestigioasa lucrare academică, «e situată pe ambele maluri ale râului Jiu»; comuna e «formată din cătunele Tatomirești» – cătun / sat care-i și reședință, pe malul stâng al Jiului – și Sfircea – cătun / sat pe malul drept al respectivului râu. Comuna Tatomirești «se învecinează la Est cu comuna Brădești, despărțindu-se prin Valea-Rea; la Sud, cu comuna Braloștița»; la Vest, cu comuna Răcari; «și la Nord, cu comuna Brădești.» (MDGR, V, p. 549). Terenul comunei Tatomirești – întins ca-n palmă, atât pe platou cât și în câmpia / lunca râului – este scăldat de Jiu și de pâraiele-i afluente, pe «direcțiunea de la V. spre E.»; peste Jiul din comuna Tatomirești – mai suntem informați – «se află două poduri stătătoare» (ibid.). După cum afirmă tot această sursă academică din 1902, comuna Tatomirești «are o suprafață de 1355 (de) hectare» și «o populație de 1097 suflete»; mai are «două biserici: una în Tatomirești, făcută de Matei Biv-vel-Aga Medelnicerul cu soția sa Anița», în anul 1750, care a fost «reparată, la 1826, de R. Șerban-Filișanu, și, la anul 1886, de d-na S. Filișanul; cealaltă – în cătunul Sfârcea, făcută de locuitori, pe la anul 1850, ambele deservite de 2 preoți și 2 cântăreți». Comuna Tatomirești este traversată de trei kilometri ai «căii ferate», fiind deservită de Stația CFR Răcari; între «căile vecinale, una(-i) către Scăiești, în întindere de 5 km», alta-i către «Brădești, de 7 km.». Despre reședința comunei, care-i satul / cătunul Tatomirești, «situat pe stânga râului Jiul și străbătut de dealul Tatomirești», mai aflăm că «are o populație de 583 suflete» și «o școală mixtă, ce funcționează din 1874» (ibid.). Moșia particulară Tatomirești, din «jud. Dolj, plasa Jiul de Sus, comuna Tatomirești, aparținând d-nei Filișanu și locuitorilor, aduce venit anual de 54.000 lei (și) are pe dânsa 60 hectare vie și 300 hectare pădure.» (ibid.). 
Turnul de apărare și de locuință al Neamului Herculilor – sau Cula din comuna Tatomirești –, având în temelie un murus dacicus, înălțându-se pe trei niveluri, un parter și două etaje, îndeplinind funcții «de veghe, refugiu și apărare» (AGCul, 174 sq.), pe Calea Sacră a Jiului (< Dziului < Dzeului / „Dumnezeului din Cogaion / Sarmizegetusa"), se atestă de documente scrise, cercetate de arheologii / istoricii și arhitecții Valeriu Grama, Iancu Atanasescu ș. a., încă din anul 1648 (cf. AGCul, 174 sq.), când a fost rezidită de stolnicul Dumitru Filișanu. Ultimul proprietar, din 1927, i-a fost boierul Ion Dumitriu Filișanul. Turnul de apărare și de locuință al Neamului Herculilor – sau Cula din comuna Tatomirești –, «făcând parte din lanțul de comunicație de pe valea Jiului, jucând un rol însemnat în acțiunea de prevenire a populației, a îndeplinit funcția de veghe și semnalizare, a făcut legătura între Mănăstirea Bucovăț și Mănăstirea Gura Motrului; semnalele ajungeau și la Șușița (...); cula, fiind înconjurată de văi adânci, avea o poziție strategică.» (AGCul, 140). La intrarea în satul Tatomirești, «au existat conacul și cula de refugiu, veghe și apărare ale lui Dumitru Filișanu. În anul 1926 mai existau temeliile culei cu beciul în stare de ruină, demolate și acestea în anul 1927.» (ibid., p. 138). Rezidirea – din 1648 – pe murus dacicus (de 3 metri grosime) a angajat evmezice ziduri «foarte groase, de aproape un metru, boltite în semicilindru susținut de un arc median și altul lateral»; «pe latura mare a parterului, se intra în culă printr-o ușă grea, ce se zăvora cu un drug de lemn; în fața ei era o cameră, cu o fereastră îngustă, ca un meterez; în această cameră a existat o fântână foarte adâncă; în dreapta era ușa beciului, iar în stânga se desfășura o scară ce ducea la nivelurile superioare; la primul etaj, dintr-un vestibul mic, se pătrundea în stânga, într-o cameră de locuit, cu o singură fereastră, iar în față, într-un al doilea vestibul, din care se intra în a doua cameră de locuit și într-o cămară; camerele nu erau dotate cu metereze; pe aceeași scară se urca în pridvorul de la etajul al doilea, ce avea, în față, un colonament cu trei traveie și câte unul pe de lături, conturate de coloane rotunde de zidărie, ce susțineau arcuri trilobate; din acest pridvor se intra într-o cameră spațioasă, care nu avea ferestre pe pereții exteriori; lumina era primită indirect, prin ferestre ce corespundeau în pridvor; toate camerele au fost tăvănite cu grinzi aparente de lemn, numai beciul era boltit cu zidărie în semicilindru; învelitoarea a fost de șiță; nu se cunoaște cum a fost decorațiunea exterioară sau elementele arhitecturale interioare...» (ibid., p. 140). 

## Bibliografia de sub sigle
*AGCul = Iancu Atanasescu, Valeriu Grama, Culele din Oltenia, Craiova, Editura Scrisul Românesc, 1974. 
*MDGR, I = Societatea Geografică Română — George Ioan Lahovari, C. I. Brătianu, Grigore G. Tocilescu, Marele dicționar geografic al României — «alcătuit și prelucrat după dicționarele parțiale pe județe», vol. I, București, Stab. Grafic J. V. Socecu, 1898.
*MDGR, V = Societatea Geografică Română — George Ioan Lahovari, C. I. Brătianu, Grigore G. Tocilescu, Marele dicționar geografic al României — «alcătuit și prelucrat după dicționarele parțiale pe județe», vol. V, București, Stab. Grafic J. V. Socecu, 1902.
*PPerS = Nicolae Pop, Perimetru sentimental – dialoguri cu scriitori olteni, Craiova, Editura Scrisul Românesc, 1980.
*TPov = Ion Pachia Tatomirescu, Povestea celor trei mustăți de fier, Timișoara, Editura Aethicus, 2003.